# Selección de béisbol de Alemania
La selección de béisbol de Alemania es el equipo que representa al país en los torneos de la especialidad y es controlado por la Federación Alemana de Béisbol.

## Participaciones

### Clásico Mundial de Béisbol
| Clásico Mundial de Béisbol | Clásico Mundial de Béisbol | Clásico Mundial de Béisbol | Clásico Mundial de Béisbol | Clásico Mundial de Béisbol | Clásico Mundial de Béisbol | Clásico Mundial de Béisbol | Clásico Mundial de Béisbol |                      | Eliminatoria         | Eliminatoria         | Eliminatoria         | Eliminatoria         | Eliminatoria |
| Año                        | Sede(s)                    | Ronda                      | Pos.                       | G                          | P                          | CA                         | CR                         | Sede                 | G                    | P                    | CA                   | CR                   |              |
| -------------------------- | -------------------------- | -------------------------- | -------------------------- | -------------------------- | -------------------------- | -------------------------- | -------------------------- | -------------------- | -------------------- | -------------------- | -------------------- | -------------------- | ------------ |
| 2006                       | No participó               | No participó               | No participó               | No participó               | No participó               | No participó               | No participó               | No hubo eliminatoria | No hubo eliminatoria | No hubo eliminatoria | No hubo eliminatoria | No hubo eliminatoria |              |
| 2009                       | No participó               | No participó               | No participó               | No participó               | No participó               | No participó               | No participó               | No hubo eliminatoria | No hubo eliminatoria | No hubo eliminatoria | No hubo eliminatoria | No hubo eliminatoria |              |
| 2013                       | No clasificó               | No clasificó               | No clasificó               | No clasificó               | No clasificó               | No clasificó               | No clasificó               | Alemania             | 2                    | 2                    | 40                   | 29                   |              |
| 2017                       | No clasificó               | No clasificó               | No clasificó               | No clasificó               | No clasificó               | No clasificó               | No clasificó               | México               | 0                    | 2                    | 7                    | 20                   |              |
| Total                      | 0/4                        |                            |                            | –                          | –                          | –                          | –                          |                      | 2                    | 4                    | 47                   | 49                   |              |